# Sagné
Pour les articles homonymes, voir Sagne.
Sagné (ou Sangué,  en arabe : صانيي) est une commune rurale du sud de la Mauritanie, située dans le département de Maghama de la région de Gorgol.

## Géographie
La commune de Sagné est située à la pointe sud de la région de Gorgol et elle s'étend sur 179 km2.
Elle est délimitée au nord par les communes de Wali Djantang et de Toulel, à l’est par la commune de Wompou, au sud et à l'ouest par le fleuve Sénégal, qui fait la frontière avec le Sénégal.

## Histoire
Sagné a été érigée en commune par l'ordonnance du 20 octobre 1987 instituant les communes de Mauritanie.
La commune est jumelée avec la commune d'Arles, en France, depuis 1989.

## Démographie
Lors du Recensement général de la population et de l'habitat (RGPH) de 2000, Sagné comptait 6 005 habitants.
Lors du RGPH de 2013, la commune en comptait 10 820, soit une croissance annuelle de 4,9 % sur 13 ans.

## Administration

### Liste des maires
| Période                                  | Période | Identité          | Étiquette | Qualité |
| ---------------------------------------- | ------- | ----------------- | --------- | ------- |
| Les données manquantes sont à compléter. |         |                   |           |         |
| 2013                                     | 2018    | Ba Sidi Samba     |           |         |
| 2018                                     | 2023    | Mamoudou Heiba Bâ | UPR       |         |

## Économie
L'agriculture est au centre de l'économie de Sagné, comme quasiment toutes les communes de la région. Mais cette économie est fragile car elle rencontre des obstacles à son développement, notamment les conditions climatiques ou le manque de moyens des agriculteurs. Pour faire face à ces obstacles, l'état ou différentes ONG financent des projets qui améliorent les conditions de vie des habitants.